# CITIC Pláza
CITIC Pláza (pinyin:Zhōngxìn Guǎngchǎn) felhőkarcoló a kínai Tianhe kerületben, Guangzhouban. Magassága 391 méter (1283 láb), 80 emeletet tartalmaz beleértve a két felső szintet, a két antennaszerű csúccsal az épület tetején. 1993-ban kezdték építeni, 1997-ben fejezték be. Ez a legmagasabb, vasbetonból keszült épület a világon. Jelenleg[mikor?] a hatodik legmagasabb épület a Kínai Népköztársaságban, a tizenegyedik Ázsiában és a tizenötödik a világon. 36 lift működik a CITIC Plázában. A Dennis Lau & Ng Chun Man Architects & Engineers (HK) megbízásából készült.
A növekvő Tianhe kerületben található. Az épületben irodák és kiskereskedelmi szolgáltatások működnek. A közelben található egy új vasútállomás, ahonnan a Guangzhou-Shenzhen és a Guangzhou-Hongkong vasútvonal indul. A közelben van az új Guangzhou metróállomás és a Tianhe Sports Központ, ahol a 2010-ben megrendezett Ázsia-játékok részeként a 6. nemzeti játékokat tartották. Ugyanazon a tengelyen fekszik, ahol két építkezés folyik Guangzhouban, az első a Kelet és Nyugat Tornyok Zhujiangban vannak. Körül van véve más magas épületekkel. Guangzhou növekvő gazdagságának és fontosságának szimbóluma.

## Galéria

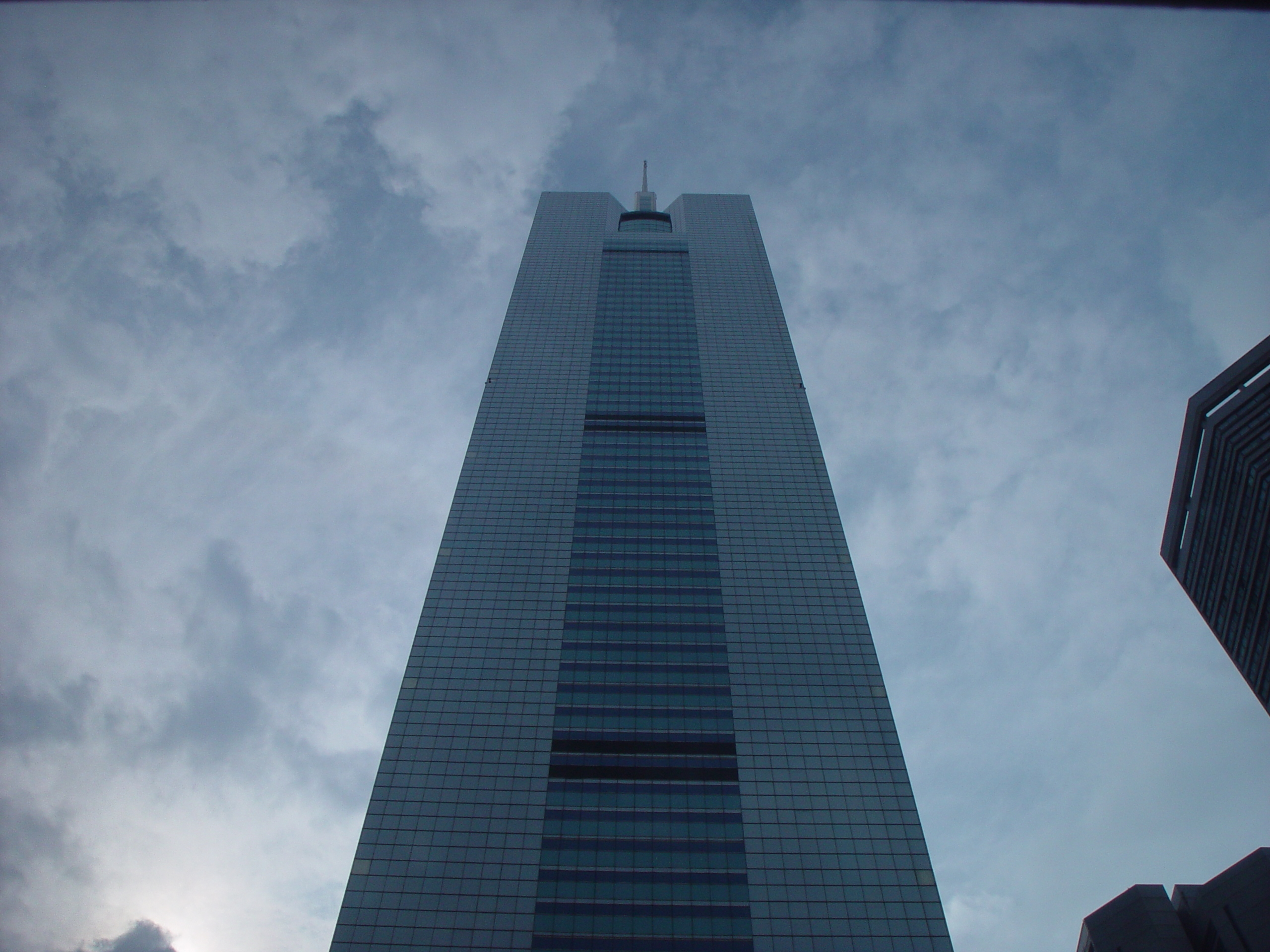